# مانوئل زلایا
خوزه مانوئل زلایا روسالس (به انگلیسی: José Manuel Zelaya Rosales) (تولد:۲۰ سپتامبر ۱۹۵۲)، سیاستمدار هندوراسی که پس از پیروزی در انتخابات سال ۲۰۰۵، به‌طور رسمی کار خود به عنوان رئیس‌جمهور هندوراس را در سال ۲۰۰۶ آغاز کرد. بنابر گزارش بی‌بی‌سی با وجود شعارهای انتخاباتی او مبنی بر مقابله با جرایم و فقر، قیمت کالاها و جرایم در دوره ریاست جمهوری او افزایش پیدا کرد. او از حامیان مقامات چپگرای آمریکای جنوبی از جمله هوگو چاوز به‌شمار می‌رود. در سال ۲۰۰۹ و در پی کودتا از کار برکنار شد و از هندوراس تبعید شد، پس از چند ماه تبعید در سپتامبر ۲۰۰۹ با پناه گرفتن در سفارت برزیل در هندوراس، به کشورش بازگشت.

## کودتای نظامی ژوئن ۲۰۰۹ و سرنگونی مانوئل زلایا
در سحرگاه ۲۸ ژوئن ۲۰۰۹ (۱۳۸۸/۴/۷) و تقریباً دو ساعت پیش از شروع همه‌پرسی پیرامون تشکیل یک مجلس مؤسسان با هدف اصلاح قانون اساسی این کشور، کودتاچیان با استفاده از ۲۰۰ سرباز آموزش دیده اقدام به حمله به کاخ ریاست جمهوری واقع در تگوسیگالپا کردند و مانوئل زلایا، رئیس‌جمهور هندوراس را که در خواب بود ربودند. آن‌ها وی را با تهدید اسلحه از خواب بلند کرده و در حالی که هنوز لباس خواب بر تن داشت، بازداشت کردند و از طریق هواپیما راهی پایگاهی نظامی در کاستاریکا و پس از آن در دومنیکن کردند.
همه‌پرسی مذکور به منظور گرفتن نظر مردم هندوراس پیرامون تشکیل یک مجلس مؤسسان با هدف اصلاح قانون اساسی این کشور که راه را برای انتخاب یک نامزد ریاست جمهوری، برای بیش از دو دوره متوالی، هموار می‌کرد، بود.
منتقدان، مانوئل زلایا را متهم می‌کنند که او با این کار قصد داشت قانون محدودیت انتخاب مجدد رئیس‌جمهوری را از قانون اساسی حذف کند و راه خود را برای انتخاب دوباره خود به مقام ریاست جمهوری هموار کند. از اینرو، تصمیم به برگزاری همه‌پرسی توسط دادگاه عالی هندوراس و کنگرهٔ این کشور غیرقانونی اعلام شد و ارتش هندوراس هم با آن مخالفت کرد. بعد از اینکه مانوئل زلایا بر ادامه روند برگزاری همه‌پرسی اصرار کرد، کنگره هندوراس با حمایت دادگاه عالی این کشور او را به دلیل نقض مکرر قانون اساسی از سمت خود برکنار کرد.
پورفیریو لوبو به عنوان ۵۴مین رئیس‌جمهور هندوراس، جایگزین زلایا شد.
پس از ۱۶ ماه تبعید، مانوئل زلایا به‌طور مخفیانه به هندوراس بازگشت و اکنون نیز در سفارت برزیل در تگوسگالپا پایتخت زندگی می‌کند. لوبو و زلایا موافقتنامه‌ای را به منظور بازگشت زلایا به این کشور امضا کرده بودند که به ورود مجدد و فوری هندوراس به سازمان کشورهای آمریکایی منجر می‌شد.
یکی از شواهد دست داشتن آمریکا در این کودتا، اسنادی است که ویکی‌لیکس منتشر کرده‌است که از نقش محوری آمریکا پیش از کودتا در هندوراس، در حین انجام کودتا و پس از آن پرده برداشت.
اولین سند از اسناد منتشر شده به ترتیب زمانی مربوط به مکاتبات سفارت آمریکا در تگوسیگالپا پایتخت هندوراس، با واشینگتن و سایر مخاطبان است که در آن اوضاع هندوراس تشریح شده‌است.
محتوای سند دوم مربوط به تحلیل تک تک نقش‌آفرینان تأثیرگذار داخلی هندوراس می‌شود. این افراد توانستند در روند مذاکرات برای امضای معاهده «سن‌خوسه» تأثیرگذار باشند. این معاهده در نوامبر ۲۰۰۹ و پیش از برگزاری انتخابات در هندوراس امضا شد. برنامه کودتا توسط واشینگتن طراحی شده بود و آن‌ها در این برنامه به این گونه اطلاعات نیاز داشتند.